# ビッグツリーテクノロジー&コンサルティング
株式会社ビッグツリーテクノロジー＆コンサルティング（英: BTC Corporation）は、東京都港区に本社を置くシステムインテグレーションとITコンサルティングサービスを提供する会社。キャップジェミニ株式会社の子会社。

## 概要
ビッグツリーテクノロジー＆コンサルティング（BTC）は、経営的視点に立ったコンサルティングと、先進的なテクノロジーを融合させたサービスを提供し、クライアントのビジネスをサポートする。
2002年創業、2015年からはアクセンチュア出身の杉山健が代表取締役社長を務めている。会社発足以後、年々売上規模を拡大し続けている。
東京と札幌に拠点を置き、本社は東京、札幌およびハノイ（ベトナム）はデリバリーセンターとして機能している。

## サービス
以下の4つのドメインを軸にサービスを展開している。
- テクノロジー
- コンサルティング
- デジタルマーケティング
- 人材調達支援

## 沿革
- 2002年2月 - 創業
- 2005年11月 - 半蔵門に本社オフィスを移転
- 2006年10月 - ISMS取得
- 2008年11月 - 増資を実施（増資後の資本金は2500万）
- 2010年9月 - 六本木に本社オフィスを移転
- 2014年3月 - 札幌オフィスを開設
- 2015年
  - 5月 - 増資を実施（増資後の資本金は8800万）
  - 6月
    - 社名を「株式会社ビッグツリーキャピタル」改め「株式会社ビッグツリーテクノロジー＆コンサルティング」に変更
    - 神谷町に本社オフィスを移転
- 2017年
  - 2月 - ベトナム（ハノイ）オフィス開設
  - 6月 - シリコンバレーインキュベーションセンター開設
- 2018年
  - 4月 
    - クラウドCoE開設
    - 現AWSアドバンスドコンサルティングパートナー認定

  - 8月 - インテグラル社経営参加(上場準備のため)
- 2020年
  - 10月 - 三田に本社オフィスを移転
- 2023年
  - 8月 - 株主が「キャップジェミニ株式会社」に変更